# Jakob Unrest

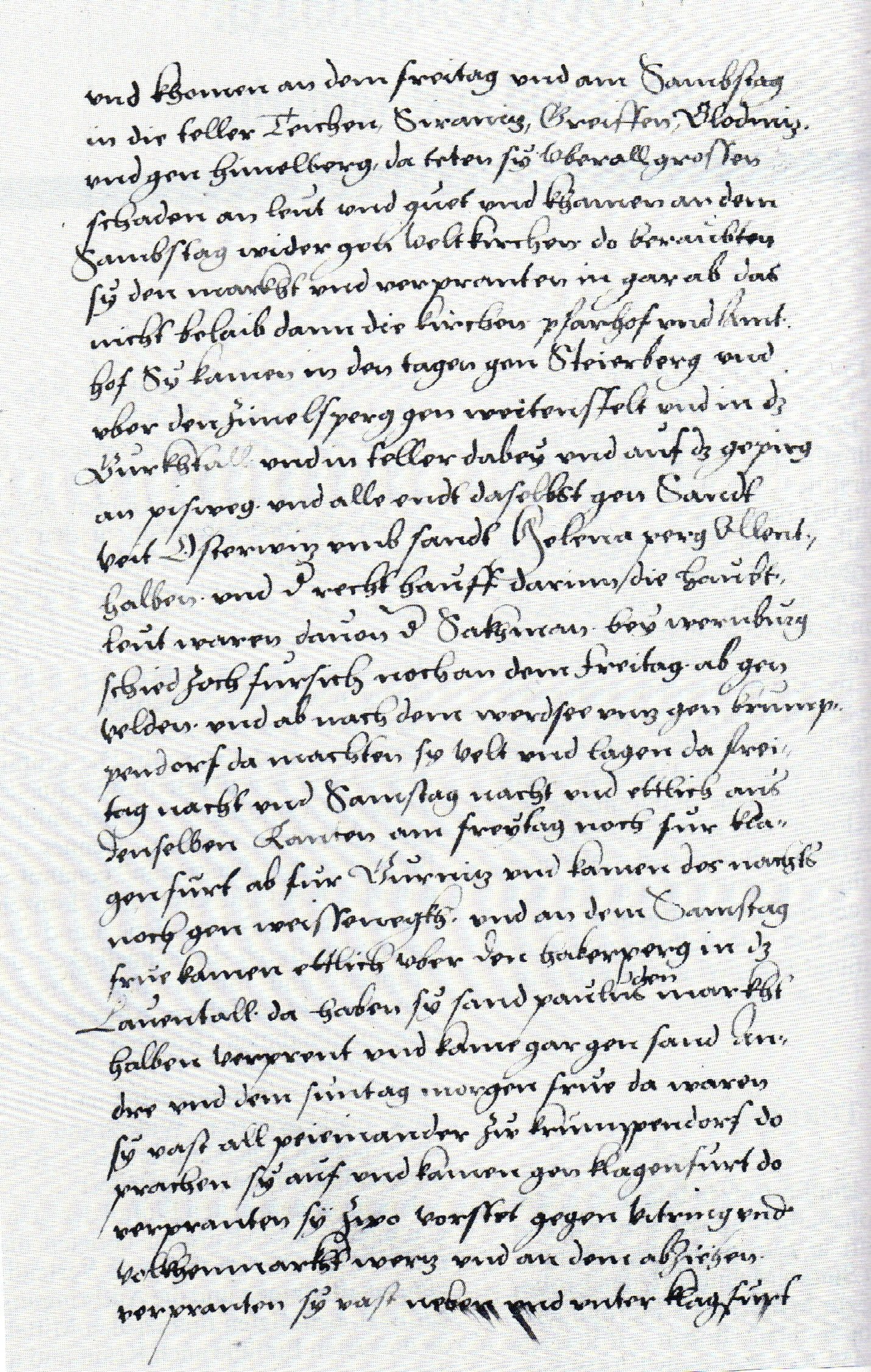
Handschrift der Österreichischen Chronik

Jakob Unrest (* um 1430 in Bayern oder Kärnten; † 1500 wohl in St. Martin am Techelsberg) war ein bedeutender Chronist der österreichischen und ungarischen Geschichte des Spätmittelalters.

## Leben
Jakob Unrest war nachweislich zwischen 1466 und 1500 Pfarrer in St. Martin am Techelsberg (heute zur Gemeinde Techelsberg am Wörther See gehörig), um 1470 soll er auch als Chorherr in Maria Saal tätig gewesen sein. Es wird vermutet, dass er in Wien ein Studium absolvierte und dort Beziehungen zu Humanistenkreisen knüpfte, aus denen er später seine Informationen bezog.
Er verfasste Chroniken zu Österreich und Ungarn sowie eine regionale Chronik Kärntens. Anders als andere Geschichtsschreiber des Mittelalters wie etwa Johann von Viktring schrieb er in deutscher Sprache. Das ausführlichste seiner Werke ist die österreichische Chronik, sie beginnt mit der Darstellung über die Entwicklung der albertinischen und leopoldinischen Linie der Habsburger seit 1379 (Vertrag von Neuberg), schildert ausführlich den Werdegang Kaiser Friedrichs III. und endet 1499. In der Schilderung der Geschichte der habsburgischen Länder wird besonders auf die Geschehnisse in Kärnten eingegangen, darunter auf die fünf Türkeneinfälle zwischen 1473 und 1483, die ungarische Besatzungszeit (1480–90) sowie die damit einhergehenden Bauernaufstände bzw. den Kärntner Bauernbund. Auch auf die Geschehnisse auf Reichsebene sowie auf die türkischen, italienischen und burgundischen Verhältnisse zu seiner Zeit geht Unrest ein.
Unrest schilderte die gesellschaftlichen Zustände im ausgehenden 15. Jahrhundert, kritisierte die Schwächen Kaiser Friedrichs III., insbesondere auch das Versagen der weltlichen und geistigen Führer des Landes den Feinden gegenüber, und sah sowohl das Scheitern des Bauernaufstands als auch die Türkeneinfälle als gerechte Strafe Gottes. Er zeigte sich hingegen in seinen Schriften sowohl Friedrichs Gegner, dem Ungarnkönig Matthias Corvinus, als auch seinem Nachfolger Maximilian I. wohlwollend eingestellt.

## Werke
- Jakob Unrest: Österreichische Chronik. Hrsg. von Karl Grossmann. Böhlau, Weimar 1957 (= Monumenta Germaniae Historica. Scriptores rerum Germanicarum, Nova series, Bd. 11); Nachdruck: Harrassowitz / Monumenta Germaniae Historica, München 2001, ISBN 978-3-447-17379-7 (Digitalisat in der „Digitalen Bibliothek“ der BSB)
- Jakob Unrest: Ungarische Chronik. Hrsg. von Franz Krones von Marchland. In: Mitteilungen des Instituts für österreichische Geschichtsforschung 1, 1880, ISSN 0073-8484, S. 249–372
- Jakob Unrest: Kärntner Chronik. Unter der Überschrift Iacobi Unresti theologi et sacerdotis Carinthiaci Chronicon Carinthiacum. In: Simon Friedrich Hahn, Historiarvm In Academia Ivlia Professoris Pvblici Ordinarii (Hrsg.): Collectio Monvmentorvm, Vetervm Et Recentivm, Ineditorvm, Ad Codicvm Fidem Restitvtorvm, Selectiorvm, Et Rariorvm, Diplomatvm Nempe, Sigillorvm, Litterarvm, Chronicorvm, Aliorvmqve Insignivm Scriptorvm. Meyer, Braunschweig 1724, S. 479–536 (Digitalisat bei Google Books)